# الاتحاد الدولي لرفع الأثقال
الاتحاد الدولي لرفع الأثقال (بالإنجليزية: International Weightlifting Federation)‏ هو اتحاد يقر ويسن قواعد رياضة رفع الأثقال مقره في بودابست، المجر تأسس عام 1905 ويحتوي على 187 عضو دولي، مدير الاتحاد هو العراقي محمد حسن جلود.

## اللغات الرسمية
هي اللغة الإنكليزية واللغة المجرية باعتبار مقر الاتحاد الحالي هو العاصمة المجرية بودابست

## الاتحادات المنتسبة
تنتسب إلى الاتحاد الدولي لرفع الأثقال الاتحادات التالية:
- الاتحاد الأفريقي لرفع الأثقال.
- الاتحاد الآسيوي لرفع الأثقال.
- الاتحاد الأوروبي لرفع الأثقال.

## وصلات خارجية
- International Weightlifting Federation